# چارلز آدمنو
چارلز آدمنو (انگلیسی: Charles Ademeno؛ زادهٔ ۱۲ دسامبر ۱۹۸۸) بازیکن فوتبال اهل بریتانیا است.
از باشگاه‌هایی که در آن بازی کرده‌است می‌توان به باشگاه فوتبال ایست‌بورن بورو، باشگاه فوتبال مارگیت، باشگاه فوتبال کمبریج یونایتد، باشگاه فوتبال کراولی تاون، باشگاه فوتبال سالزبری سیتی، باشگاه فوتبال ای‌اف‌سی ویمبلدون، باشگاه فوتبال ساوتند یونایتد، باشگاه فوتبال ولینگ یونایتد، باشگاه فوتبال بیشاپس استورتفورد، و باشگاه فوتبال گریمزبی تاون اشاره کرد.